# Elmenhorst (Lauenburg)
 Ikke at forveksle med Elmenhorst (Stormarn).
Elmenhorst er en kommune i det nordlige Tyskland, beliggende i Amt Schwarzenbek-Land i den sydvestlige del af Kreis Herzogtum Lauenburg. Kreis Herzogtum Lauenburg ligger i delstaten Slesvig-Holsten.

## Geografi
Kommunen ligger 6 km nord for Schwarzenbek, omkring 32 km øst for Hamburg, og 12 kilometer sydvest for Mölln. Ud over Elmenhorst ligger landsbyen Lanken i kommunen. I den nordlige del af kommunen krydser Bundesstrasse 207 motorvejen A24 (krydset hedder Talkau efter kommunen mod nord).